# Fria
Cet article possède un paronyme, voir Frias (homonymie).

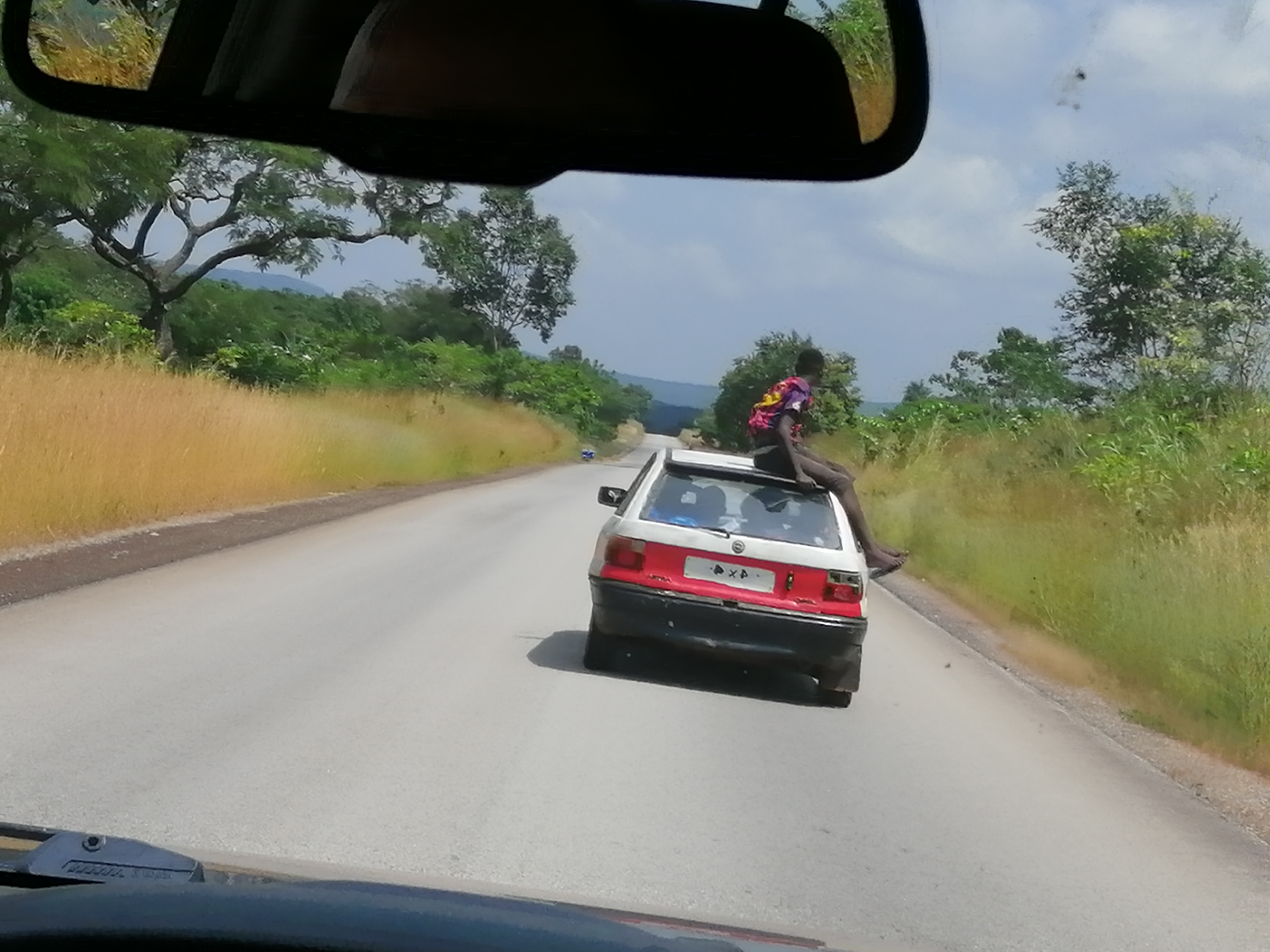
Sur la route de Conakry à Fria.

Fria est une ville de Guinée située au bord du Konkouré, à 160 km au nord de la capitale Conakry. C'est le chef-lieu de la préfecture de Fria.

## Population
À partir d'une extrapolation du recensement de 2014 (RGPH3), la population de Fria Centre a été estimée à 65 862 personnes.

## Économie
L'usine d'alumine, la première usine de ce type en terre africaine, a été construite en 1957 par Péchiney. En 1973, Fria devient la société d’économie mixte Friguia, avec la Guinée comme actionnaire majoritaire (51 %). Pechiney se retire en 1997, laissant l’entreprise à l’Etat guinéen pour 1 dollar symbolique. Au début des années 2000, l’usine privatisée est cédée à Rusal.
Fria est ce que l'on appelle une ville éphémère en Afrique c'est-à-dire qu'elle survit grâce à son usine d'alumine (650 000 t/an) et d'extraction de bauxite (exploitée par Péchiney puis par Rusal) et à un tourisme de brousse faible mais présent. L'usine rencontre des difficultés économiques et des conflits sociaux qui entraineront la cessation de la production de 2012 à 2018.
La ville est reliée à la capitale par une route bitumée en excellent état et une ligne de chemin de fer permettant de transporter l'alumine vers le port de Conakry et de remonter les matières premières vers l'usine.

## Personnalités nées à Fria
- Rose Pola Pricemou (?-), Informaticien et femme politique
- Abdoul Karim Sylla (1981-), footballeur guinéen
- Dede Camara (1991-), nageuse guinéenne
- Makoura Keita (1994-), athlète guinéenne
- One Time (musicien) (1986-), chanteur, rappeur et compositeur guinéen
- Abdoul Jabbar (1980-2021), Auteur, compositeur, interprète et chanteur guinéen.
- Djelikaba Bintou (?-) musicienne guinéenne.
- Mohamed Gassim Bangoura (? - ), député de Fria (2020-2021) ;

## Éducation
Groupe scolaire Mariama camara, Groupe scolaire Gobicko, Lycée Amilcar Cabral, Collège Lycée Josip Broz Tito, école primaire Mahatmat Gandi, Groupe scolaire Barry Diawadou, Groupe scolaire La Mission.